# Річард Бейкер
Річард Бейкер, повне ім'я Л. Річард Бейкер III (англ. L. Richard Baker III) — американський письменник і розробник ігор, який працював над багатьма іграми серій Dungeons & Dragons.

## Ранні роки, освіта і військова служба
Народився і виріс у Флориді, у десятирічному віці разом із сім'єю переїхав до Нью-Джерсі. У 1988 році закінчив Політехнічний інститут і університет штату Вірджинія зі ступенем з англійської мови. Отримав звання енсина у Військово-морських силах США і три роки служив офіцером палубної служби на борту десантного корабеля USS Tortuga. Здобув кваліфікацію офіцера надводних сил і на момент звільнення з ВМС мав звання молодшого лейтенанта. Бейкер одружився зі своєю університетською подругою, Кім Рорбах. У них є дві доньки — Алекс і Ханна.

## Кар'єра
Бейкер розпочав пошуки нової кар'єри, що привело його до компанії TSR. «Я грав у AD&D з 1979 року. Коли я вирішив піти з флоту, я просто заради цікавості надіслав резюме в TSR. Вони надіслали мені тест на написання текстів, і, мабуть, я виконав його добре, бо вони запросили мене на співбесіду у вересні 1991 року. До цього я ніколи не публікував жодного слова і не працював на конвентах, але мене все одно взяли на роботу.»
Після приєднання до TSR у 1991 році Річард працював над більшістю їхніх ліній продуктів. До 1998 року він опублікував понад 30 ігрових продуктів і багато статей у журналах. Його ранні роботи включали Rock of Bral для Spelljammer, а також матеріали для Forgotten Realms, Planescape і Ravenloft. Бейкер разом із Коліном Маккомбом створив сетинг Birthright.:29 Бейкер також керував розробкою серії Player's Option для другої редакції AD&D. Він зазначав: «Я дуже пишаюся своєю роботою над World Builder's Guidebook».
Працював над науково-фантастичною грою Alternity, спільно з Біллом Славічеком. Alternity була завершена ще за часів коли TSR була самостійною компанією, але вийшла вже після її придбання компанією Wizards of the Coast.:284 Бейкер також працював над сетингами Star*Drive та Dark•Matter для цієї гри.
Його ігрові розробки включають Dungeons & Dragons (3-я і 4-та редакції), Axis & Allies Miniatures, Axis & Allies Naval Miniatures: War at Sea і численні пригоди та довідники для D&D.
Очолював команду SCRAMJET, яка оновила сетинг і космологію D&D під час розробки 4-ї редакції.:298 Він також керував розробкою видання Gamma World (2010).:302
У 2011 році його посаду в компанії Wizards of the Coast було скорочено, і він покинув компанію.
У 2020 році Бейкер оголосив, що приєднався до ZeniMax Online Studios як старший автор для відеогри The Elder Scrolls Online.